# Echaz
Echaz je 23 km dlouhá říčka v německé spolkové zemi Bádensko-Württembersko.

## Průběh toku
Pramení v pohoří Švábská Alba u obce Lichtenstein v nadmořské výšce 577 m. Protéká městy Pfullingen a Reutlingen a obcí Wannweil. U obce Kirchentellinsfurt mezi městy Reutlingen a Tübingen se vlévá zprava do Neckaru.